# Charkovské náměstí
Charkovské náměstí (ukrajinsky Харківська площа, Charkivska plošča) je náměstí nacházející se na jihovýchodě Kyjeva.
Náměstí je pojmenováno na počest města Charkov.

## Charakteristika
Náměstí se nachází uprostřed kruhového objezdu, skrz který vede dálnice směrem na Boryspil. Náměstí je travnaté a jsou na něm vysazené stromy a květinové záhony.
Na náměstí se nachází stanice metra Boryspilska, která je součástí třetí linky kyjevského metra.